# Birigui (tiểu vùng)
Birigui là một tiểu vùng thuộc bang São Paulo, Brasil. Tiều vùng này có diện tích 4509 km², dân số năm 2007 là 228022 người.